# 阿拉伯人眼中的十字军东征
《阿拉伯人眼中的十字军东征》（法语：Les Croisades vues par les Arabes）是黎巴嫩裔法国作家阿敏·馬盧夫撰写的第一部历史随笔。该书于1983年在法国首次出版，目前已被翻译成多种语言。 
正如书名所述，这本书讲述了在1096年至1291年间阿拉伯人对十字军及十字军东征的观点，以及弗兰基人（Franjs，中世纪中东人对西欧基督徒的称呼）的劫掠和屠杀。在本书中，我们可以看到那个时代东西方世界的差异。此外，本书也思考了双方的实力逆转，尽管阿拉伯人取得了胜利，但由于十字军东征，近几个世纪以来东方对西方曾有过的优势已被颠覆。对此，作者提出的原因之一是西方人能够遵循法律观念进行本地的自我管理，并建立有效的权力下放规则。 
阿敏·马卢夫的灵感来自于十字军东征同时代的阿拉伯历史学家和编年史家（尤其是伊本·开拉尼希、乌萨马·伊本·蒙奇德、伊本·朱拜尔和伊本·艾西尔。他为西方人提供了看待十字军东征的全新视角。